# Visa Electron

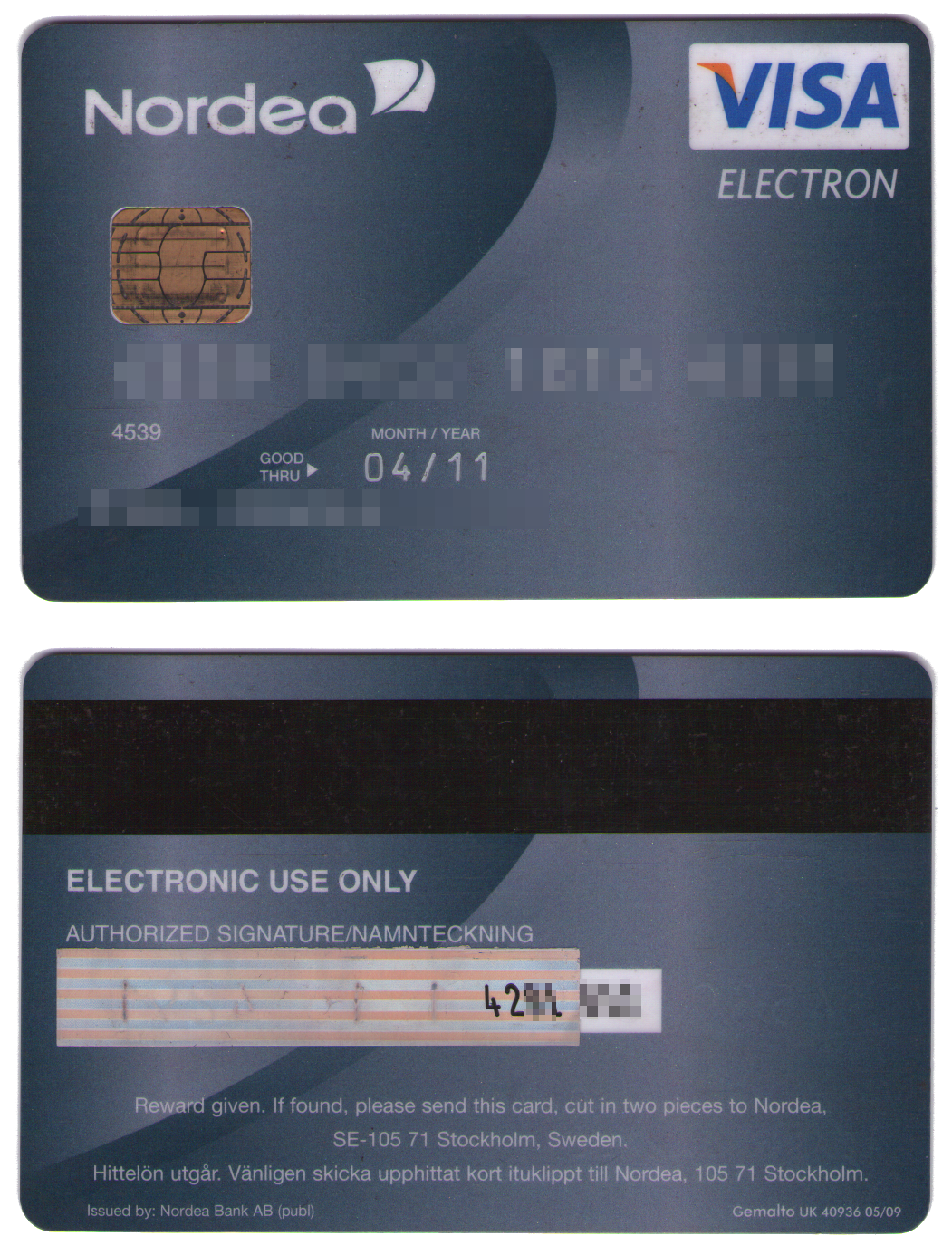
Exemplo de cartão Visa Electron

Visa Electron é um cartão de débito da Visa lançado em 1985. Está disponível na maior parte do mundo, com exceção do Canadá, Estados Unidos, Irlanda do Norte e Austrália. Permite fazer compras nos pontos de venda parceiros e saques no exterior na rede de ATMs da Visa PLUS.
O cartão foi lançado pela Visa em 1985 e é cartão paralelo ao Visa Débito. A diferença entre a Visa Electron e Visa Débito é que os pagamentos com Visa Electron exigem que toda a quantia esteja disponível no momento da transferência, ou seja, contas de cartão Visa Electron não pode normalmente execeder o limite. Visa Débito, por outro lado, geralmente permite transferências de quantia superior disponíveis até um certo limite. Algumas lojas online e todos os terminais offline (como em trens e aviões) não suportam Visa Electron porque os seus sistemas não pode verificar se há a disponibilidade de fundos.